# Étienne Bito'o
Étienne Bito'o est un footballeur gabonais né le 5 janvier 1980 à Lambaréné.
Il joue actuellement[Quand ?] au poste d'attaquant dans le club omani du Dhofar FC.